# Eduard Lassen
Eduard Ludvig Lassen (Copenhaguen (Dinamarca), 13 d'abril, 1830 - Weimar (Alemanya), 15 de gener, 1904), va ser un compositor i director d'orquestra d'origen danès que va créixer i es va formar a Bèlgica i va treballar a Alemanya.
La família es va traslladar de Copenhaguen a Brussel·les el 1832, on Lassen va ser admès al conservatori de música el 1842. Mentre hi estudiava, va guanyar diversos premis, i el 1851 la màxima distinció musical belga, el Prix de Rome per a una cantata. Després va fer un viatge educatiu a Alemanya: va ser, entre altres coses, un temps a Weimar on va conèixer a Franz Liszt. Després d'una llarga estada a Itàlia, va fer representar la seva primera òpera Le roi Edgar amb gran èxit a Weimar el 1857. El 1858, va ser contractat permanentment com a director musical de la cort al Gran Ducat de Sajonia-Weimar-Eisenach, i quan Liszt es va retirar el 1861, Lassen el va succeir com a mestre de capella de la cort, càrrec que va mantenir fins al 1895. Aleshores (1910), el Gran Ducat tenia una població d'aprox. 417.000 persones i una superfície de 3.610 km² (Fyn 2008: aprox. 480.000 persones i 2.984 km²).
En els anys següents, es va convertir en un director d'orquestra respectat i compositor aclamat. Va compondre diverses òperes i música per a diverses obres de teatre, simfonies, obres per a cor i orquestra i un gran nombre de cançons. Naturalment, la seva música va estar influenciada tant per Liszt com per Richard Wagner. Com a director d'orquestra, va supervisar, entre altres coses, la primera representació de l'òpera Samson et Dalila de Camille Saint-Saëns el 1877 i diverses òperes de Wagner. Es diu que a Wagner li hauria agradat que l'associés a l'òpera de Munic, que aleshores era la base de Wagner.
El 1892, Lassen va fer una visita de concert a Copenhaguen, on va dirigir 2 concerts principalment amb música pròpia, Simfonia en Re Major, preludi de la música de Faust i una obertura de festa. Anteriorment, l'obra Faust s'havia representat tant al "Dagmarteatret" com al Teatre Reial amb la seva música.
Va ser doctor honoris causa a la Universitat de Jena i el 1895 va ser nomenat director general de música pel Gran Duc Carl-Alexander i va ser obsequiat per l'emperador alemany amb la "gran medalla d'or de l'art i la ciència".

## Obres
- Le roi Edgar (òpera 1857)
- Frauenlob (òpera 1860)
- Le captif (òpera 1868)
- Niebelungen (obra)
- Ødipus (obra)
- Faust (obres de teatre de Goethe)
- Symfonier (almenys 2)
- Koncertouverturer
- Kantater
- Te Deum
- sange